# Бела етикета
Бела етикета (енгл. White label) је енглески израз који служи да опише 12-инчне винилне плоче са уочљивим белим налепницама. Обично се издају у тиражу до 300 примерака. Плоче са „белом етикетом“ су најпопуларније у хаус музици и међу хип-хоп ди-џејевима. У Сједињеним Државама се традиционални израз "White Label Promo" (промотивна бела етикета) односи на промотивно издање са етикетом која носи готово исти текст и лого као и комерцијална етикета, али која има белу, необојену позадину или, слично комерцијалним издањима, неку слику или цртеж. 
Плоче са белом етикетом настале су тако што су поједини ди-џејеви цепали етикете са својих плоча како конкуренција не би могла да открије њихове најдраже песме, ретка издања или песме које су представљале њихово „тајно оружје“. Данас издања са белом етикетом представљају промо издања нових уметника или предстојеће албуме музичких ветерана. У појединим случајевима бела етикета служи да сакрије идентитет уметника. Међу успешне примере спадају песме Трејси Лордс, Латоје Џексон и Лијама Хаулета (Продиџи). Све ове плоче објављене су са белом етикетом како ди-џејеви не би унапред доносили оцене о музици знајући ко је аутор издања. Многи продуценти денс музике издају плоче са белом етикетом како би видели реакције публике у денс клубовима.

## Савети - како направити издање са белом етикетом
- General tips from BBC
- Веза за филм „Бела етикета“ http://www.studiotgwa.com/whitelabel%5B%5D